# Coppa Italia Primavera 2000-2001
La Coppa Italia Primavera 2000-2001 è stata la ventinovesima edizione del torneo riservato alle squadre giovanili iscritte al Campionato Primavera. Il detentore del trofeo era l'Atalanta.
La vittoria finale è andata all'Atalanta per la seconda volta, peraltro consecutiva, nella sua storia.